# 哈查霍科山
16°2′41″S 68°23′22″W / 16.04472°S 68.38944°W
哈查科柳山（Jach'a Juqhu），是玻利維亞的山峰，位於該國西部拉巴斯省的洛斯安地斯省，處於希斯卡帕塔山西南面、哈查霍科山西南面、維拉柳西山、瓦拉瓦拉尼山和卡拉托霍山西北面，屬於安第斯山脈中玻利維亞瑞阿爾山脈的一部分，海拔高度5,298米。